# Чжаншу
Чжаншу́ (кит. упр. 樟树, пиньинь Zhāngshù) — городской уезд городского округа Ичунь провинции Цзянси (КНР).

## История
Во времена империи Хань в 185 году из уезда Ичунь был выделен уезд Ханьпин (汉平县). В эпоху Троецарствия, когда империя Хань распалась на три государства, и эти места оказались в составе государства У, уезд Ханьпин был переименован в Упин (吴平县). 
Во времена империи Суй уезд Упин был в 591 году вновь присоединён к уезду Ичунь. В 608 году из уезда Ичунь был выделен уезд Синьюй. После смены империи Суй на империю Тан в этих местах в 622 году был создан уезд Шипин (始平县), но уже в 624 году он был присоединён к уезду Синьюй.
В эпоху Пяти династий и десяти царств, когда эти места находились в составе государства Южная Тан, в 938 году был создан уезд Цинцзян (清江县).
После образования КНР в 1949 году был образован Специальный район Наньчан (南昌专区) и уезд вошёл в его состав. 27 марта 1950 года уездные власти переехали в посёлок Чжаншу. 8 декабря 1958 года власти Специального района Наньчан переехали из города Наньчан в уезд Ичунь, и Специальный район Наньчан был переименован в Специальный район Ичунь (宜春专区).
В 1970 году Специальный район Ичунь был переименован в Округ Ичунь (宜春地区).
Постановлением Госсовета КНР от 13 октября 1988 года был расформирован уезд Цинцзян, а вместо него был создан городской уезд Чжаншу.
Постановлением Госсовета КНР от 22 мая 2000 года округ Ичунь был преобразован в городской округ.

## Административное деление
Городской уезд делится на 5 уличных комитетов, 10 посёлков и 4 волости.